# QuetzSat 1
QuetzSat 1 é um satélite de comunicação geoestacionário mexicano construído pela Space Systems/Loral (SS/L) que está localizado na posição orbital de 77 graus de longitude oeste e é operado pela QuetzSat. O satélite é baseado na plataforma LS-1300 e sua vida útil estimada é de 15 anos.

## Lançamento
O satélite foi lançado com sucesso ao espaço no dia 29 de setembro de 2011, às 18:32:00 UTC, por meio de um veículo Proton-M/Briz-M a partir do Cosmódromo de Baikonur, no Cazaquistão. Ele tinha uma massa de lançamento de 5514 kg.

## Capacidade e cobertura
O QuetzSat 1 está equipado com 32 transponders em banda Ku para fornecer cobertura para o México, América Central e Estados Unidos. O satélite está totalmente contratada para uma subsidiária da EchoStar Corporation e é usado em parte pela Dish Mexico, uma joint venture da EchoStar, para fornecer serviços Direct-To-Home (DTH) no México.